# Isuca
Isuca (イスカ Isuka?) es una serie de manga de acción japonesa de Osamu Takahashi. Se ha serializado en Young Ace la revista de manga seinen de Kadokawa Shoten desde 2009; la serie se ha recopilado en ocho volúmenes de tankōbon a partir de octubre de 2016 y finalizando en el noveno volumen de tankōbon en 2017. Una adaptación de anime por Arms se emitió entre el 24 de enero y el 28 de marzo de 2015.

## Argumento
La historia gira en torno a Shinichirō, un estudiante de sexo masculino que consigue un trabajo como amo de llaves para pagar su alquiler. Cuando libera involuntariamente una extraña criatura en el mundo, luego se entera de que su empleadora, llamada Sakuya Shimizu, es la cabeza del clan Shimizu que caza a estas criaturas. Shinichirō coopera con ella para cazar a los monstruos que se están escapando.

## Personajes

### Personajes principales
Shinichirō Asano (浅野 真一郎 Asano Shin'ichirō?)
Seiyū: Keisuke Koumoto
Sakuya Shimazu (島津 朔邪 Shimazu Sakuya?)
Seiyū: Ibuki Kido
Suseri Shimazu (島津 須世璃 Shimazu Suseri?)
Seiyū: M·A·O

### Personajes secundarios
Tamako (タマ子?)
Seiyū: Kaori Sadohara
Nadeshiko Sōma (相馬 撫子 Sōma Nadeshiko?)
Seiyū: Saeko Zōgō
Nami Shimazu (島津那巳?)
Seiyū: Ikue Ōtani
Matsuri Sōma (相馬 茉莉 Sōma Matsuri?)
Seiyū: Akane Kohinata
Isuca (イスカ Isuka?)
Seiyū: Ayumi Fujimura

## Medios de comunicación

### Manga
| Núm. | Fecha de publicación    | ISBN                   |
| ---- | ----------------------- | ---------------------- |
| 1    | 21 de mayo de 2010      | ISBN 978-4-04-715458-2 |
| 2    | 23 de febrero de 2011   | ISBN 978-4-04-715625-8 |
| 3    | 21 de noviembre de 2012 | ISBN 978-4-04-120502-0 |
| 4    | 22 de agosto de 2013    | ISBN 978-4-04-120851-9 |
| 5    | 26 de junio de 2014     | ISBN 978-4-04-102025-8 |
| 6    | 29 de diciembre de 2014 | ISBN 978-4-04-102026-5 |
| 7    | 4 de septiembre de 2015 | ISBN 978-4-04-102803-2 |
| 8    | 4 de octubre de 2016    | ISBN 978-4-04-104418-6 |
| 9    | 2 de mayo de 2017       | ISBN 978-4-04-105464-2 |

### Anime
El tema de la canción de apertura para el anime fue "Never say Never" de Afilia Saga, mientras que el tema de la canción final fue "Somebody to Love" de TWO-FORMULA, un dúo compuesto por los cantantes y actrices de voz Saeko Zōgō y Kaori Sadohara.

## Recepción
Allen Moody de THEM Anime Reviews escribió que el programa tenía "más desnudez (y menos trama) que muchos programas de H", y había mucha desnudez censurada en la versión de Crunchyroll, como una escena de baño que "parece una explosión en un La fábrica de White-Out "y" parece que una mancha negra sobre el pecho de la villana era una característica real de su anatomía ". También escribió que "los errores de continuidad en una caricatura son simplemente vergonzosos". Chris Beveridge, de The Fandom Post, dijo que "este podría haber sido un episodio decente de la serie OVA de seis episodios hace veinte años, pero hoy es solo un ladrillo más en el muro de historias insulsas con personajes de milquetoast y nada convincente que decir". Theron Martin de Anime News Network lo llamó un cruce entre Shakugan no Shana y Kekkaishi pero con muchos más elementos de harén. Pensó que el sentido del tiempo era pobre, ya que los personajes hablaban demasiado durante las escenas de batalla críticas, y el servicio de fanes se presionaba demasiado en algunos lugares. En el lado positivo, la música y el sonido fueron apreciables.
La canción "Somebody to Love" de Two-Formula alcanzó el número 135 en las listas de Oricon.